# Аркаллаев, Микдар Гаджиевич
Микдар Гаджиевич Аркаллаев (Аркалаев) (1 января 1959, с. Кубра, Лакский район, Дагестанская АССР, РСФСР, СССР) — советский боксёр, тренер по боксу, Заслуженный тренер России (29.04.2003). Отличник народного образования России.
Заслуженный работник физической культуры и спорта Республики Дагестан.

## Спортивная карьера
В бокс Микдар попал случайно, прогуливался с друзьями мимо стадиона «Динамо» в Махачкале, увидел объявление о приеме в боксёрскую секцию. Первым его тренером его был Шамиль Казимович Магомедов. В 1978 году Микдар Аркаллаев выиграл сначала зону российского республиканского совета спортивного общества «Буревестник», далее Россовет «Буревестник» и ЦС «Буревестник».  Принимал участие на первенстве СССР среди юниоров в Липецке, также участвовал на турнире среди боксёров общества «Динамо». Служа в армии он выиграл Кубок ВЦСПС. В 1982 году Аркаллаева завоевал бронзовую медаль на Спартакиаде народов РСФСР, также принимал участие на Спартакиаде народов СССР. После демобилизации перешёл на тренерскую работу. Работал тренером махачкалинской СШОР, старшим тренером молодёжной сборной Дагестана.

## Личная жизнь
Отец: Гаджи родился в 1924 году, в семье оружейного мастера, работал преподавателем физики и математики, завучем в школах Лакского района. С 1960 по 1967 годы был директором кумухской школы. Брат: Нурулислам — народный депутат Верховной Рады Украины V, VI и VII созыва. С 1976 по 1981 год учился на факультете физического воспитания Дагестанского педагогического института. С 1981 по 1982 год находился в рядах Вооруженных сил СССР, службу проходил в спортивной роте в Краснодаре.